# 第1戰鬥機聯隊 (納粹德國)
第1战斗机联队（德語：Jagdgeschwader 1，簡稱：JG1 ），又稱「奧埃薩烏」（Oesau）為隶属于纳粹德国空军的战斗机作战单位，建立於1939年。1940年至1942年間，該機群主要於西部戰線和納粹在歐洲佔領區的北部上空進行作戰。戰爭初期，除了英國皇家空軍偶爾進行短程入侵，此機群沒有經歷過任何的大規模戰役。
從1942年底開始，其任務為進行帝國保衛戰（德語：Reichsverteidigung）。D日之後，該機群的大部分人員被轉移到維琪法國，負責向納粹德國陸軍提供空中支援以及防空作戰。1944年末該機群在維琪法國上空遭受重創，不得不進行重建。
該機群參與了突出部戰役和地板行動，嚴重削弱了敵對勢力。在戰爭結尾前，它成為唯一裝備亨克爾He 162噴射戰鬥機的部隊，並於1945年5月8日向盟軍投降。